# Papa Sergiu al II-lea
Papa Sergiu al II-lea (n. 790 d.Hr., Roma, Statele Papale – d. 27 ianuarie 847 d.Hr., Roma, Statele Papale) a fost un papă al Romei.